# 杨巨源 (宋朝)
杨巨源（？—1207年），南宋中期将领，字子渊，利州昭化（今四川广元西南）人，祖籍成都府。

## 生平
开禧三年（1207年）正月，四川宣抚副使吴曦叛宋降金，杨巨源时任進義副尉、监兴州合江瞻军仓，与兴州驻扎御前中军副将李好义结义士三百人，以勇士杀吴曦。约敢勇军士李贵和与李贵关系密切的李彪、张渊、陈立、刘虎、张海等人，以及吴曦的亲卫军黄术、赵亮、吴政等低级军官及军士74人，加上李好义的弟兄李好古、李好仁、李好问、妹夫杨君玉等亲属，后又有禄袆所率军士10人，共百余人。于二月的最后一天黎明前冲进吴曦内宫。李贵首先冲入吴曦的卧室，砍下吴曦首级。平叛有功，杨巨源升补为朝奉郎、通判、賜緋、宣抚使司参议官。而持观望态度的朝请郎、随军转运使安丙却窃首功，升任端明殿學士、中大夫、利州西路安抚使、知兴州事兼四川宣抚副使。吴曦党羽训武郎、兴州驻扎御前踏白军统制王喜先授正任防禦使，再陞建武军节度使、兴州驻扎御前诸军都统制。这使杨巨源心颇不平，在给直宝谟阁、潼川府路提点刑狱公事、权知泸州事刘光祖的信中，记述了当初策划诛杀吴曦时，安丙支支吾吾的酬答之语。安丙害怕杨巨源暴露申报的平叛情形不实的情况，六月，授命兴元府驻扎御前诸军都统制彭辂逮捕杨巨源，押送阆州（今阆中）大狱。在押解至大安军（今陕西略阳南）途中，将校樊世顯杀害杨巨源。安丙上报杨巨源自杀，八月，宋廷派顯謨閣直學士、太中大夫、潼川府路安撫使刘甲出任四川宣抚使。成忠郎李珙后来向朝廷表示杨巨源的冤枉。嘉定八年（1215年）七月，立廟，賜名褒忠，赠宝谟阁待制，后加赠宝谟阁直学士、太中大夫。嘉熙元年（1237年），谥号忠愍。